# Rund um Zschopau
El Rund um Zschopau ("Al voltant de Zschopau") és una prova d'enduro que es disputa d'ençà de 1955 pels voltants de la població saxona de Zschopau.
La prova té fama de ser una de les més dures de la seva disciplina a causa del seu traçat exigent i les habituals males condicions atmosfèriques. El nombre de visitants varia entre 30.000 i 40.000 espectadors, essent doncs la cursa de motociclisme més popular a Saxònia després del Gran Premi d'Alemanya del mundial de velocitat, que se celebra al circuit de Sachsenring.

## Història

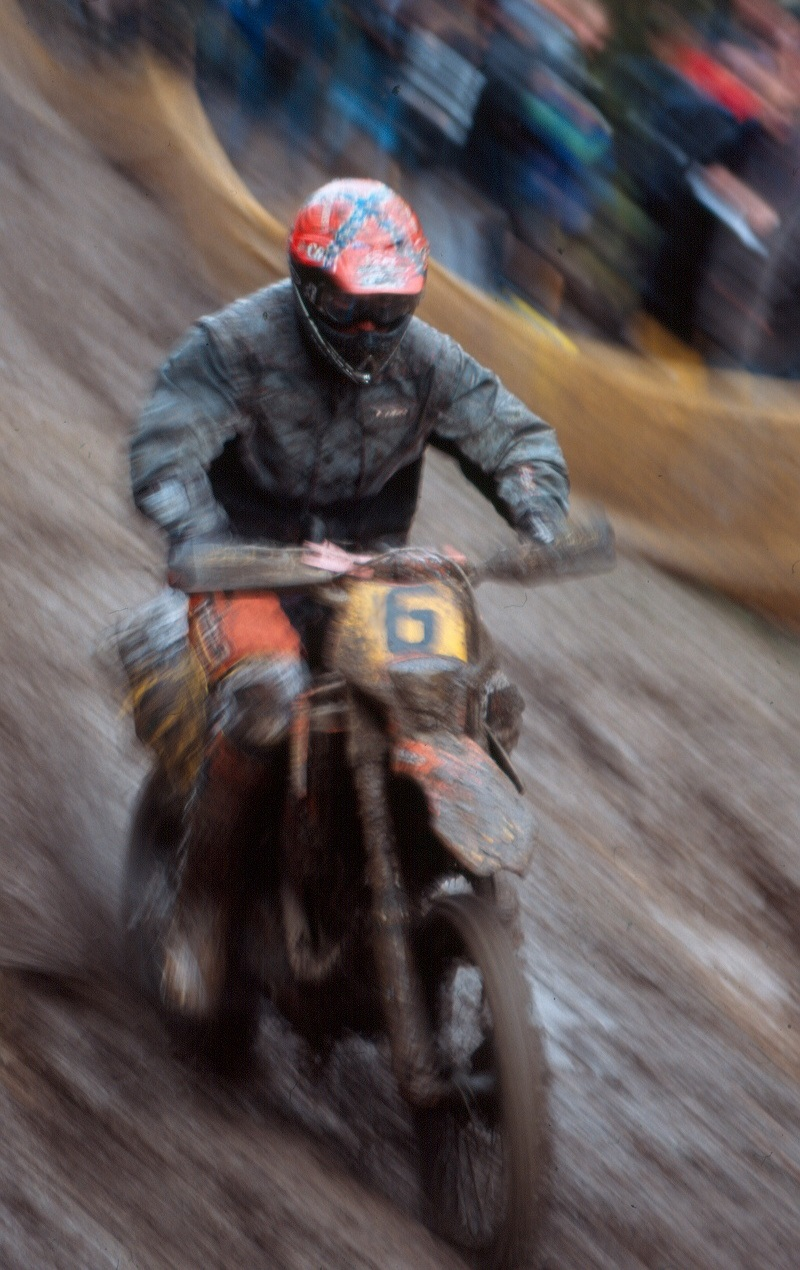
David Knight a l'edició del 2004

Les proves d'enduro, anomenades aleshores curses d'off-road o rendiment de motocicleta, eren conegudes a la zona ja a mitjan anys 20, tot i que al començament eren més que res recorreguts d'entrenament per als futurs participants en els Sis Dies Internacionals. Acabada la Segona Guerra Mundial, el 1952 es va disputar a Zschopau una competició per a proclamar el millor pilot de la RDA, amb el nom de "Rund um Chemnitz".
Finalment, el 16 d'octubre de 1955 es disputà el primer "Rund um Zschopau" amb el suport de la fàbrica local de motocicletes Motorenwerke Zschopau, més coneguda com a MZ (una de les dues existents a l'antiga RDA, al costat de Simson). L'any següent la cursa ja puntuà per al Campionat de la RDA. Des de 1957 fins a 1974 la prova es disputà en dos dies, recorrent els pilots el mateix circuit en un sentit el primer dia i en l'invers el segon.
El 1968 la prova esdevingué primera cursa del Campionat d'Europa d'enduro acabat de crear, essent puntuable fins al 1972 per a aquest campionat. A partir de 1973 deixà de ser-ho per raons polítiques, les mateixes que hi impediren la participació de corredors de l'Europa occidental de d'aleshores.
Els anys 1979, 81, 84 i 87 la cursa, en format de dos dies, fou puntuable per a la "Copa de l'Amistat dels Països Socialistes". Aleshores, degut a l'èxit de l'equip de la RDA als ISDE de 1987, l'any 1990 la cursa tornà a ser puntuable per al Campionat del Món d'enduro, successor de l'antic Campionat d'Europa.

### November-Enduro
Després de la reunificació alemanya de 1990 la prova perdé el suport de la fàbrica MZ, deixant-se de celebrar durant uns anys, fins que el 1992 el club EMC Witzschdorf organitzà a la zona una nova cursa, anomenada "November-Enduro". Aquesta cursa anà creixent i el 1996 esdevingué internacional, passant el 1997 a puntuar a més a més per al Campionat d'Alemanya. Finalment, el 1999 el "November-Enduro" tornà a adoptar l'antic nom de Rund um Zschopau.

### Darrers temps
L'any 2004 l'esdeveniment fou promocionat per la Federació Alemanya d'Esports (DMSB) com a cursa final del Campionat del Món d'enduro, atraient uns 125.000 espectadors que superaren amb escreix les expectatives.
El 2005 la cursa fou un altre cop la final del Campionat d'Alemanya d'enduro, i a la vegada la final del d'Àustria.
Darrerament, els organitzadors han rebut el premi mediambiental de la DMSB (2004) i el de la FIM (2005) com a reconeixement als seus esforços per a garantir uns nivells de so mediambientalment sostenibles tot seguint la normativa preliminar de la Federació Alemanya. Aquesta normativa i els suggeriments posteriors han esdevingut els estàndards per defecte aplicables a les curses de fora d'asfalt ecològicament sostenibles a Alemanya.

## Llista de guanyadors recents
A 31 de desembre de 2024
| Any  | Guanyador              | Motocicleta            |
| ---- | ---------------------- | ---------------------- |
| 1996 | Stefano Passeri        | KTM                    |
| 1997 | Stefano Passeri        | KTM                    |
| 1998 | Stefano Passeri        | KTM                    |
| 1999 | Rickard Larsson        | Husqvarna              |
| 2000 | Stefan Merriman        | Husqvarna              |
| 2001 | Anders Eriksson        | Husqvarna              |
| 2002 | Peter Bergvall         | Yamaha                 |
| 2003 | Anders Eriksson        | Husqvarna              |
| 2004 | Juha Salminen          | KTM                    |
| 2005 | Ralf Scheidhauer       | KTM                    |
| 2006 | Marcus Kehr            | KTM                    |
| 2007 | Juha Salminen          | KTM                    |
| 2008 | Marcus Kehr            | KTM                    |
| 2009 | Juha Salminen          | BMW                    |
| 2010 | Eero Remes             | KTM                    |
| 2011 | Eero Remes             | KTM                    |
| 2012 | No disputat            | No disputat            |
| 2013 | Marcus Kehr            | KTM                    |
| 2014 | Christophe Nambotin    | KTM                    |
| 2015 | Edward Hübner          | KTM                    |
| 2016 | Marco Neubert          | KTM                    |
| 2017 | Steve Holcombe         | Beta                   |
| 2018 | Dennis Schröter        | Husqvarna              |
| 2019 | Théophile Espinasse    | Sherco                 |
| 2020 | No disputat (COVID-19) | No disputat (COVID-19) |
| 2021 | No disputat (COVID-19) | No disputat (COVID-19) |
| 2022 | Josep Garcia           | KTM                    |
| 2023 | Jeremy Sydow           | Sherco                 |
| 2024 | Jeremy Sydow           | Sherco                 |